# Verdolaga

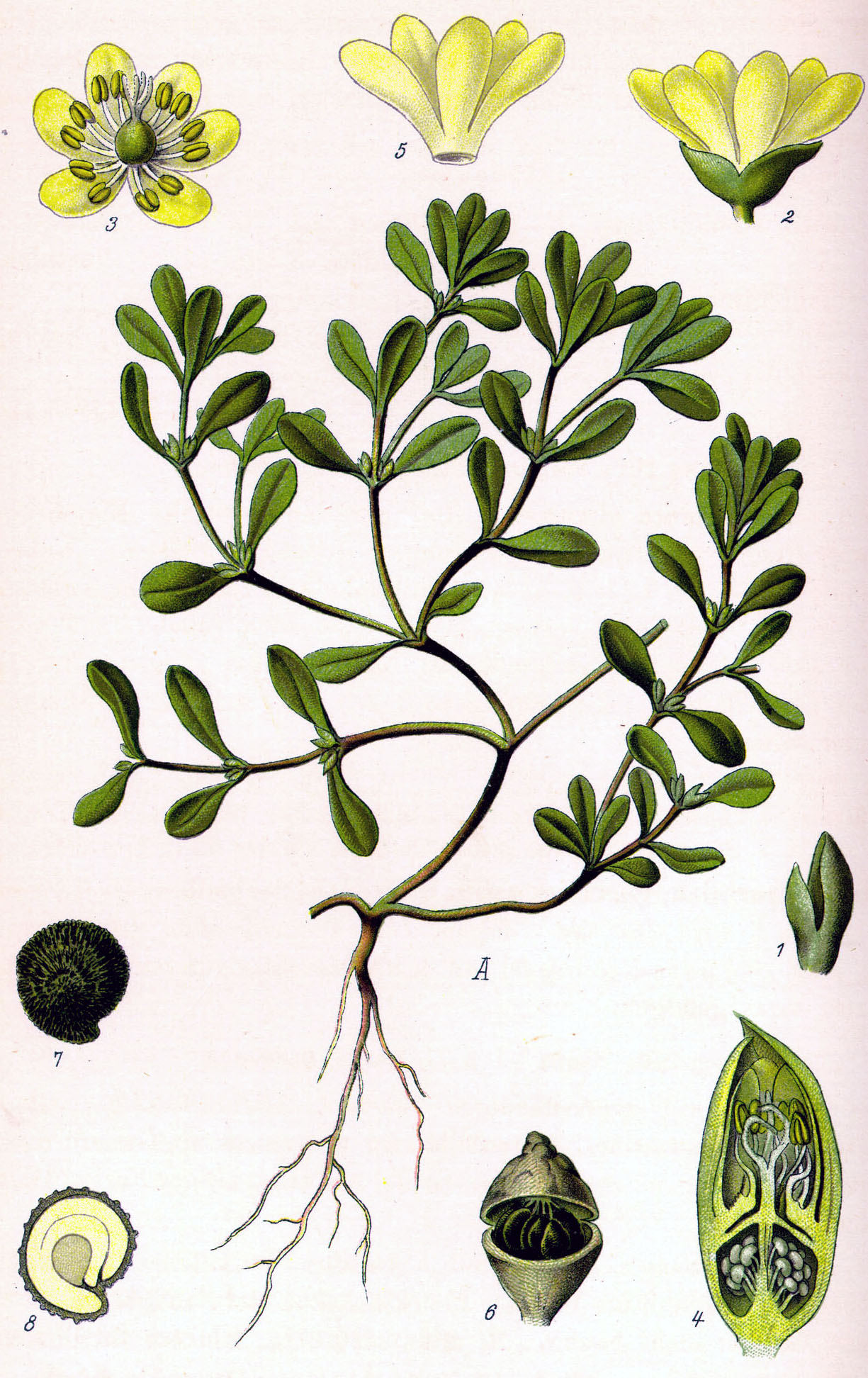
Il·lustració d'una verdolaga feta a Alemanya al

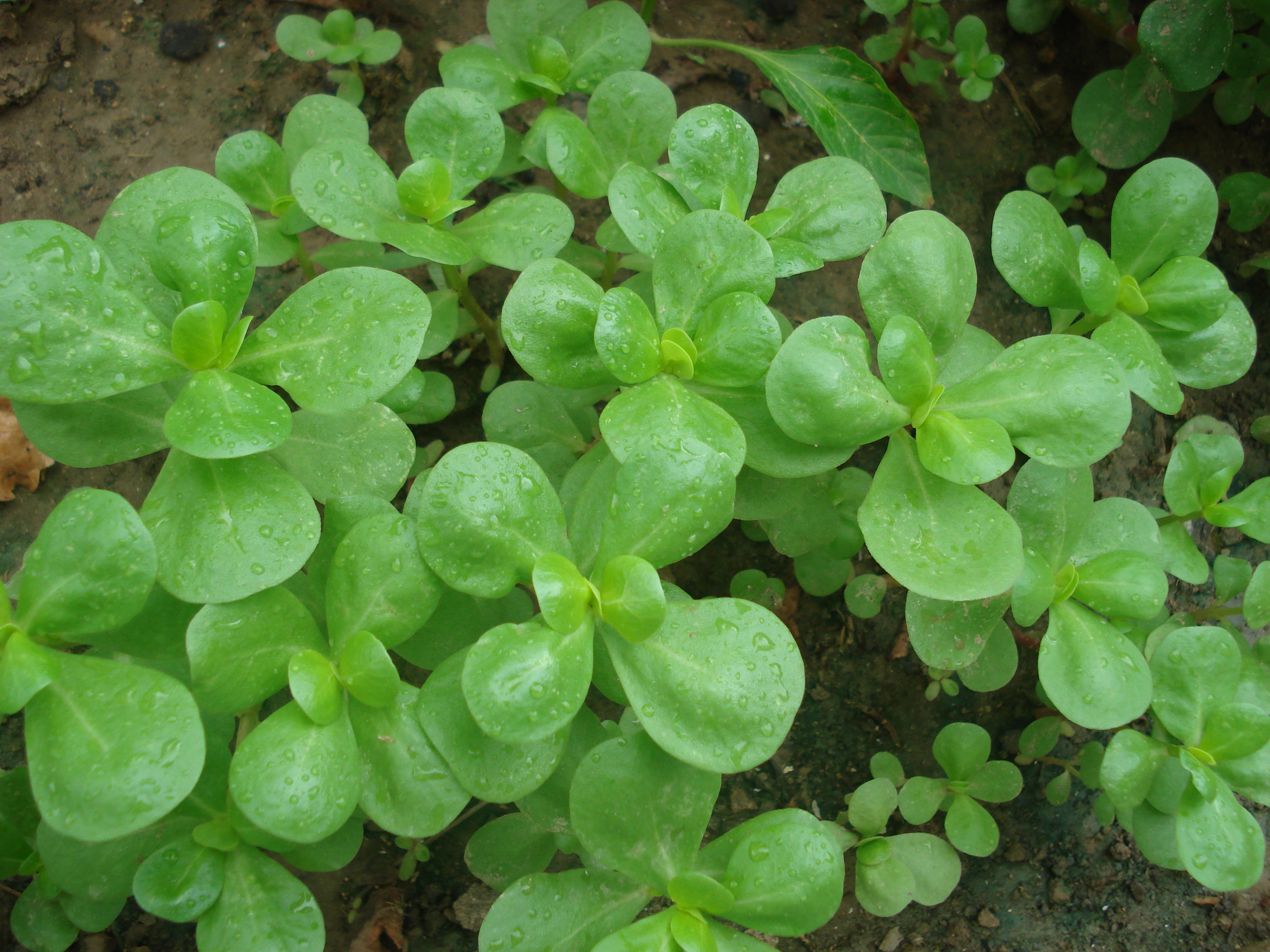
Verdolaga conreada a Turquia.

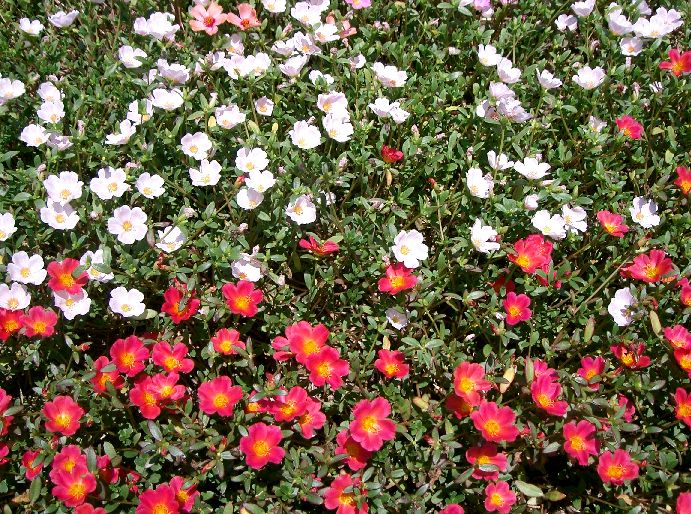
Varietats cultivars ornamentals

La verdolaga (Portulaca oleracea), és una espècie de planta amb flors comestible del gènere Portulaca dins la família monotípica de les portulacàcies. És nativa d'Àfrica, la Mediterrània oriental, el Caucas i l'Àsia Occidental, però s'ha expandit molt i avui dia presenta una distribució cosmopolita a les zones tropicals i temperades del planeta
Addicionalment pot rebre els noms d'enciam de patena, patena, porcellana, verdolaga silvestre i verdolagues. També s'han recollit les variants lingüístiques pulsallana, verdalaga, verdalagues, verdelaga i verdulaga. El DIEC també recull el nom verdolaga de conreu aplicat a Portulaca oleracea ssp. sativa, una antiga subespècie que avui dia no té reconeixment, essent només un sinònim heterotípic de la subespècie Portulaca oleracea var. oleracea.
Amb Ipomoea pes-caprae, Melanthera biflora i Digitaria ciliaris, la verdolaga és una de les primeres espècies de plantes que colonitzen zones degradades a les zones tropicals del planeta.
És molt abundant enmig dels conreus i dels horts de regadiu, de terra baixa i de muntanya mitjana. Forma part de les comunitats arvenses, és a dir, del que hom anomena males herbes.

## Descripció
És una planta herbàcia anual molt ramificada, amb tiges de fins a 40 cm de llargada, que generalment -tot i que no sempre- creixen arrapades a terra, de consistència carnosa, vermellosa, d'on surten fulles gruixudes, d'1 a 3 cm, suculentes, senceres, en forma d'espàtula, sèssils, oposades o gairebé oposades.
Les flors, de color groc, també són sèssils, no arriben a 1 cm d'amplada i són solitàries o bé surten en petits grups. Els pètals, en nombre variable, cauen aviat. La floració s'esdevé entre maig i octubre.
El fruit és una càpsula amb una mena de tapadora que s'obre i que conté moltes granes menudes, que són les llavors.
La verdolaga és molt vital, es reprodueix vegetativament per esqueix amb molta facilitat, sempre que disposi d'aigua; si hi ha prou humitat, fins i tot arrela si hom deixa unes branques simplement damunt de terra.

## Taxonomia
Aquesta espècie va ser publicada per primer cop l'any 1753 a l'obra Species Plantarum de Carl von Linné (1707-1778).

### Etimologia
L'etimologia de portulaca és discutida, segons algun autor vindria de llatí clàssic portulaca amb el significat de pota de pollastre, en canvi altres pensen que derivaria dels mots llatins porto amb el significat de portar i lac amb el significat de llet. D'altra banda oleracea vindria del llatí amb el significat de "qui ve amb les hortalises" o "de l'horta".

### Varietats
Dins d'aquesta espècie es reconeixen les dues varietats següents:
- Portulaca oleracea var. delicatula Fosberg
- Portulaca oleracea var. oleracea

Portulaca oleracea var. delicatula és una varietat endèmica de l'illa d'Aldabra, un atol de l'oceà Índic situat al nord de Madagascar.

### Sinònims
Els següents noms científics són sinònims heterotípics de Portulaca oleracea var. oleracea:
- Portulaca aurea DC.
- Portulaca consanguinea Schltdl.
- Portulaca cryptopetala var. poellnitziana (D.Legrand) D.Legrand
- Portulaca dichotoma Gueldenst.
- Portulaca fosbergii Poelln.
- Portulaca fosbergii var. major Poelln.
- Portulaca laevis Buch.-Ham.
- Portulaca latifolia Hornem.
- Portulaca marginata Kunth
- Portulaca maritima S.G.Gmel.
- Portulaca neglecta Mack. & Bush
- Portulaca oleracea var. alba Alef.
- Portulaca oleracea var. aurantia Alef.
- Portulaca oleracea var. aurea Alef.
- Portulaca oleracea var. caryophyllina Alef.
- Portulaca oleracea var. gillesii Alef.
- Portulaca oleracea var. gracilescens Domin
- Portulaca oleracea var. grandiflora Benth.
- Portulaca oleracea var. haageana Alef.
- Portulaca oleracea var. linearifolia Sivar. & Manilal
- Portulaca oleracea var. macrantha Eggers
- Portulaca oleracea var. macrantha Speg.
- Portulaca oleracea var. micrantha Speg.
- Portulaca oleracea var. micrantha Eggers
- Portulaca oleracea var. rosea Alef.
- Portulaca oleracea subsp. sativa (DC.) Schübl. & G.Martens
- Portulaca oleracea subsp. stellata Danin & H.G.Baker
- Portulaca oleracea var. striata Alef.
- Portulaca oleracea subsp. sylvestris (DC.) Čelak.
- Portulaca oleracea var. violacea Alef.
- Portulaca olitoria Pall.
- Portulaca opposita Poelln.
- Portulaca papillosa Sennen
- Portulaca parviflora Griseb.
- Portulaca parvifolia Haw.
- Portulaca poellnitziana D.Legrand
- Portulaca repens Noronha
- Portulaca retusa Engelm.
- Portulaca rostellata Brign.
- Portulaca sativa Haw.
- Portulaca suffruticosa Thwaites
- Portulaca sylvestris Montandon
- Portulaca sylvestris Garsault
- Portulaca terraereginae Poelln.
- Portulaca viridis DC.

## Ecologia
En comparació amb altres cultius comuns, P. oleracea és més tolerant a les plagues a causa de la seva coberta cerosa, que protegeix la planta d'insectes i malalties. En alguns casos, fins i tot se sap que té propietats antifúngiques. Tanmateix, alguns metabòlits fitotòxics de Drechslera indica, un fong, poden causar necrosi a la verdolaga. Dichotomophthora portulacae, un altre fong, pot causar podridura de la tija.
Se sap que Schizocerella pilicornis i Hypurus bertrandi s'alimenten de Portulaca oleracea. En alguns casos, poden ajudar a controlar la competitivitat de P. oleracea per prevenir la infestació de males herbes en camps on no es desitja P. oleracea, però no impedeixen que creixi completament.

## Usos
Aquesta espècie s'utilitza per a l'alimentació humana, conreada o silvestre, com a planta ornamental, hi ha varitats cultivars amb flors d'uns 5 cm de diàmetre i com a planta medicinal.

### Nutrició
La verdolaga crua és un 93% d'aigua, un 3% d'hidrats de carboni, un 2% de proteïnes i conté greixos insignificants. En una quantitat de referència de 100 grams, la verdolaga aporta 20 calories i quantitats riques (20% o més del valor diari, DV) de vitamina E (81% DV) i vitamina C (25% DV), amb un contingut moderat (11 –19% DV) de diversos minerals dietètics. La verdolaga és una font rica d'àcid alfa-linolènic, un àcid gras essencial amb omega-3.

### Gastronomia

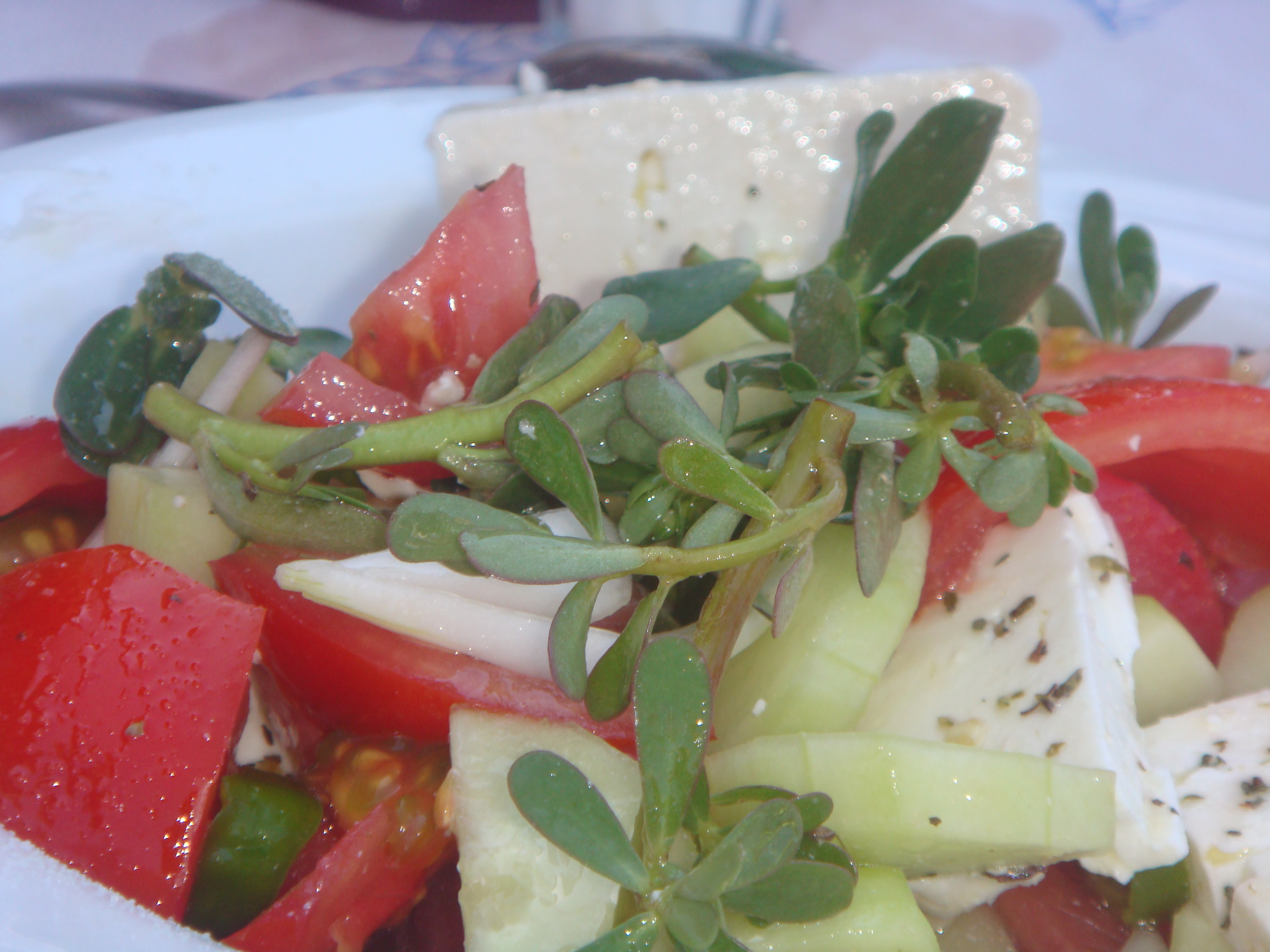
Amanida grega amb verdolaga.

La verdolaga ofereix unes propietats nutritives importants, entre els seus nutrients es poden destacar els àcids grassos omega 3, vitamines A, B i C, calci, fòsfor, ferro, sodi, potassi i magnesi. Hom la pot collir en qualsevol època de l'any, però -si es vol ben tendra- s'ha d'agafar abans que floreixi.
Tradicionalment la tija i les fulles crues de la verdolaga eren part de les amanides en les zones rurals. Combina bé amb tota mena d'herbes i hortalisses, però especialment amb la pastanaga. També es pot menjar cuita com a verdura o guisada amb patates, o amb llegums: se'n poden fer truites, barrejant-la amb ceba, espinacs, ou, etc. Es pot conservar confitada amb vinagre i sal.
Les fulles i els brots queden sobretot bé en amanida. Cuinada, és una mica pesada. Les flors són decoratives i les llavors, una vegada assecades i moltes, poden ser un additiu amb gust de nou per a la farina.
A Occitània i a França és un dels ingredients del mesclum. A Grècia la verdolaga (Αντράκλα) es menja en amanida amb tomàquet i formatge i a la cuina dels països àrabs tallada en trossos menuts per a fer amanides locals. En la cuina turca la verdolaga ("semizotu") es consumeix com meze, plat calent (saltat), semizotu bastısı o amanida.

### Salinitat del sòl
La salinització del sòl en espais agrícoles pot provocar una disminució dels rendiments dels cultius, i la impossibilitat de cultivar espècies sensibles a la sal en aquest sòl. La verdolaga té una alta tolerància a la toxicitat de la sal, la qual cosa la fa apta per al cultiu en zones on el reg es realitza amb aigua amb alta salinitat de clorur.
La verdolaga pot eliminar la sal del medi de cultiu en condicions salines. Com a cultiu intercalat o durant una temporada de creixement, pot eliminar 210 kg/ha de clorur i 65 kg/ha de sodi quan es conrea a 6,5 dS *m −1, permetent el creixement de plantes sensibles a la sal en sòls salins. La verdolaga té un efecte positiu sobre les plantes del cultiu d'acompanyament en condicions salades, com ara els tomàquets.